# Узрютова, Гала Александровна
Га́ла Александровна Узрютова (род. 7 июля 1983, Ульяновск, РСФСР, СССР) — российский поэт, прозаик, драматург, сценарист, автор междисциплинарных арт-проектов, фотопроектов.
Автор книг: «Выбор воды» ("Редакция Елены Шубиной", 2024; рукопись вошла в лонг-лист «Большой книги» в 2023 г); «Обернулся, а там — лес» (поэзия, «Русский Гулливер», 2015); «Снег, который я пропустил» (проза, Bookscriptor, 2018); «All the names are occupied, but one is vacant» (PTP, poetry, Canada, 2021); «Страна Саша» (КомпасГид», 2019; премьера фильма по книге состоялась на Берлинале 2022); «Я с вами не разговариваю, или Страна Женя» (Абрикобукс, 2025, YA, топ-лист ярмарки Non/fiction 2025 по направлению «Особое детство» (от Совета по детской книге)) .
Лауреат Международной литературной премии им. И.А. Гончарова (2025, роман "Выбор воды"); лауреат российско-итальянской литературной премии «Радуга» (Верона, 2019); международных конкурсов Eurodram 2018 и Badenweiler 2016; премии интеллектуальной прозы Bookscriptor 2018; премии им. Н. Н. Благова (2016); спецпремии «Русского Гулливера 2014» и др.
Работала в писательских резиденциях в Вентспилсе, Любляне, Владивостоке, в Переделкине, в онлайн-резиденциях в Нанкине и Мельбурне.
Тексты Узрютовой переводились на немецкий, английский, словенский, латышский, литовский, итальянский, корейский, китайский и другие языки. Произведения автора публиковались в Esquire, Сноб, Антологии европейской поэзии Grand Tour; российско-итальянском альманахе «Радуга», международной антологии World Poetry book «Poetic Encounters», журналах «Артикуляция», «Арион», «Октябрь», «Современная драматургия», «Берлин. Берега», «Гвидеон», «Двоеточие», «Волга», «Симбирск»; российско-немецкой антологии «Поэтическая диверсия»; сборнике «Лучшие пьесы», словенском журнале LUD Literatura, литовском журнале Literatūra ir menas и др.

## Биография
Родилась 7 июля 1983 года в Ульяновске.
В 2005 году окончила Ульяновский государственный университет, факультет культуры и искусства. Пишет с детства, в юности статьи автора публиковалась в федеральных молодёжных журналах. В 2006 и 2007 годах проза входила в лонг-лист Всероссийской литературной премии «Дебют».

В 2009 году написала повесть о подростке из Санкт-Петербурга «Страна Саша». В 2012—2013 годах участвовала в российско-немецком литературно-фотографическом проекте Shots/Stories. В 2015 году вышла дебютная книга — сборник стихотворений «Обернулся, а там — лес» (издательство «Русский Гулливер», М., — 2015). В 2014 году рукопись книги стала лауреатом специальной премии «Русского Гулливера». В 2016 году с книгой «Обернулся, а там — лес» Узрютова была объявлена лауреатом поэтической премии имени Николая Благова.
В предисловии к книге поэт, издатель Вадим Месяц пишет: «Песня, заговор, мольба, молитва. Не стилизация, не имитация, а именно воссоздание жанра из материала сегодняшнего дня. Гала уходит в лес, слушает там песни леса и потом возвращается назад. Место возвращения не определено. Испания? Португалия? Аэропорт Хельсинки? Симбирск? Сестрорецк? (…) Интонация — ключевое слово для понимания поэтики Галы Узрютовой. Образный строй стихов Узрютовой не умозрителен, а физиологичен».
В рецензии на книгу критик Эмиль Сокольский отмечает: «Стихами Галы Узрютовой движет дословесное пространство (…) Они словно выросли из природы, они совершенно свободны от задачи „языковых упражнений“; стихи её — это звуки, которые автор улавливает словно антенна (быть может, подслушивает?) и которые выстраиваются в слова, как будто выбирая одежду, им потребную. А слова, в свою очередь, выстраиваются в свободный стихотворный размер. Причем и темп, и ритм, и сила звука, и частота дыхания стиха меняются — словно бы соответствуя скорости человеческого движения, слуховой реакции на лиственный шум, плеск ручья, голоса людей, птиц, зверей и насекомых. Первоначало каждого стихотворения — звук, соединяющийся с другим звуком, третьи, четвёртым в нечто неосмысленно-музыкальное (…). Речь автора удивительно раскрепощена — что, я думаю, идет от особенностей народных говоров (Узрютова живёт в Ульяновске, то есть — в Симбирской губернии)».
Является автором концепции, рассматривающей поэзию как животный инстинкт. Интересуется вопросами, связанными с мифологизацией пространства, звуковым менталитетом, ландшафтным менталитетом и др.
В 2015 году стала участником российско-немецкого поэтического проекта «VERSschmuggel — Поэтическая диверсия» (проект Гёте-Института Москвы и Петербурга и Берлинской литературной мастерской). В 2016 году участвовала в презентации антологии по итогам проекта в Хайдельберге. В 2016 году стихотворения Узрютовой участвовали в выставке городов литературы ЮНЕСКО, проводимой в Исландии во время Reykjavík Reads Festival (фотографии к проекту выполнены художником Юлией Узрютовой).
В 2017 году работала в Доме писателя и переводчика в Вентспилсе (Латвия). В этом же году с короткой прозой стала дипломантом (2 место) литературной премии Дмитрия Горчева. В 2017 году короткометражка, созданная в соавторстве с художником Юлией Узрютовой, была показана на Международном фестивале короткометражного кино (Small World Film Festival) в Брадфорде (Великобритания).
В 2018 году стихотворения Узрютовой вошли в уникальную международную рукописную книгу современной поэзии литературных городов ЮНЕСКО.  В 2018 году занималась проектом, посвященным исследованию взаимосвязи поэзии и звука, в писательской резиденции в Любляне (Словения) в рамках программы «Любляна — город литературы ЮНЕСКО». В 2018 году также выступала на поэтических чтениях в Берлине в проекте «auslandSPRACHEN — DIE WOSTOKREIHE» совместно с поэтом Александром Дельфиновым.
В 2018 году вышла вторая книга Узрютовой — сборник прозы «Снег, который я пропустил» (издательство Bookscriptor, М., — 2018). Книга стала лауреатом литературной премии Bookscriptor 2018 в номинации «Новая реальность (интеллектуальная проза)». Прозаический дебют Узрютовой отмечен литературным критиком Натальей Ломыкиной (Psychologies): «Эпиграф „Посвящается отцу“ определяет тему — у Галы получился цельный и сильный сборник о сложных, порой мучительных взаимоотношениях отцов и детей. В небольших рассказах-зарисовках Узрютова умудряется показать целую жизнь, и это ценнейшее качество писателя».
В 2018 году Узрютова стала лауреатом конкурса Европейской сети театрального перевода «Евродрам» (2018). В 2016 году становилась лауреатом международного драматургического конкурса «Баденвайлер».
В 2018 году с короткой прозой вошла в пятерку финалистов российско-итальянской литпремии «Радуга» (также в 2015 и 2017 годах).
В 2019 году московское издательство «КомпасГид» выпустило книгу Узрютовой «Страна Саша» о подростке из Санкт-Петербурга (young adult проза), написанную в 2009 году. В 2020 году стало известно, что книгу экранизирует кинокомпания Vega Film. Съемки фильма «Страна Саша» состоялись в 2021 году (режиссёр, сценарист — Юлия Трофимова; актёры — Марк Эйдельштейн, Евгения Громова, Мария Мацель, Дарья Румянцева, Дмитрий Ендальцев и др., оператор-постановщик — Егор Поволоцкий, художник-постановщик — Саша Антонова, композитор — Сергей Штерн, продюсеры — Катерина Михайлова (Vega Film), Константин Фам). Мировая премьера фильма состоялась 15 февраля 2022 года на 72-м Международном Берлинском кинофестивале, где картина была показана в секции Generation. Всероссийская премьера прошла в кинотеатре «Художественный» в Москве 10 июля 2022 г. Дата выхода: начало проката в России, Казахстане, Белоруссии — 14 июля 2022 года 18 августа 2022 года — онлайн-премьера фильма на киноплатформе START.
Поэзия Узрютовой в немецком переводе Асмуса Трауча была включена в антологию европейской поэзии «Grand Tour» (2019), составленную поэтами Яном Вагнером и Федерико Итальяно. Книгу выпустило издательство Carl Hanser (Германия) по заказу Немецкой академии языка и литературы.
В 2019 году Узрютова с рассказом «Море без людей» стала лауреатом российской-итальянской литературной премии «Радуга»: премия, организованная Литературным институтом имени Горького и фондом «Познаем Евразию», вручалась в Вероне в десятый раз В 2020 году рассказ «Море без людей» был прочитан волонтерами в рамках федерального проекта для слепых и слабовидящих «Вслух»..
В 2019 году стихотворение Узрютовой «Намолото», видеоряд к которому создали художник Мария Жванкова и видеоредактор Надежда Корчагина, было показано на фестивале видеопоэзии Cadence (Сиэтл).
Тексты Узрютовой переводились на немецкий, английский, словенский, латышский, литовский, итальянский, корейский, китайский, украинский языки.
Переводила стихотворения канадского поэта Стюарта Росса и стихотворения новозеландского поэта Дэвида Ховарда с английского на русский язык.
В 2020 году с текстом «Золотое сечение» стала победителем конкурса Музея современного искусства «Гараж», посвященного самоизоляции.
В 2020 году стала участником Международной Виртуальной писательской резиденции в Нанкине (Китай). В 2021 году участвовала (онлайн) в Международном литературном фестивале Ronda (Лейрия, Португалия) и международной онлайн-выставке по случаю открытия Поэтической библиотеки Манчестера. В 2021 году стала участником Виртуальной писательской резиденции в Мельбурне. В 2023 году работала в писательской резиденции для прозаиков во Владивостоке, организованной АСПИР и Редакцией Елены Шубиной. 
В 2023 году рукопись автофикшн-романа Узрютовой "Которые" вошла в лонг-лист Национальной литературной премии "Большая книга".
В 2024 году занималась редактурой нового романа в писательской резиденции в Переделкине. В ноябре 2024 года вышел роман Узрютовой "Выбор воды" в "Редакции Елены Шубиной" в серии "Европейский роман". В блёрбе на обложке поэт и эссеист Дмитрий Воденников назвал книгу "антологией воды".
В 2025 году в издательстве "Абрикобукс" вышла книга автора для подростков "Я с вами не разговариваю, или Страна Женя" с иллюстрациями художницы Юлии Узрютовой.
В 2025 году стала лауреатом Международной литературной премии им. И.А. Гончарова с романом "Выбор воды".
Также занимается различными фотопроектами, междисциплинарными арт-проектами. Автор идеи и куратор международной онлайн-выставки «Город как рабочее место писателя» (2020), в которую вошли 100 фотографий от авторов разных стран мира, рассказывающих о тех местах, где им нравится работать над текстами. Соавтор междисциплинарного проекта Pages from the River, реализуемого совместно с художником и переводчиком из Мельбурна Марком Вингрейвом. Часть проекта была опубликована в спецвыпуске международного журнала SOANYWAY, посвященном воде (2020).
Среди публикаций: Esquire, Антология европейской поэзии Grand Tour; российско-итальянский альманах «Радуга», World Poetry book «Poetic Encounters», Сноб, «Арион», «Октябрь», «Современная драматургия», «Берлин. Берега», «Гвидеон», «Двоеточие», «Волга», «Симбирскъ»; российско-немецкая антология «Поэтическая диверсия»; сборник «Лучшие пьесы» и др.
Член Союза писателей Москвы.

## Книги
1. Обернулся, а там — лес: сб. стихов. — М.: Русский Гулливер, Центр современной литературы, 2015. — 80 с.[41] ISBN 978-5-91627-168-3
2. «Снег, который я пропустил»: сб. короткой прозы. — М.: Издательство Bookscriptor, 2018[61]. ISBN 978-5-00103-980-8
3. «Страна Саша»: Young Adult проза. — М.: Издательство «КомпасГид», 2019[101][102]. ISBN 978-5-00083-575-3 Книга написана в 2009 году[38]. В 2021 году кинокомпания Vega Film сняла фильм "Страна Саша" по книге (режиссёр - Юлия Трофимова, продюсеры - Катерина Михайлова, Константин Фам, актёры - Марк Эйдельштейн, Евгения Громова, Мария Мацель, Дарья Румянцева, Дмитрий Ендальцев и др., оператор-постановщик - Егор Поволоцкий, композитор - Сергей Штерн, художник-постановщик - Саша Антонова. Мировая премьера фильма состоялась 15 февраля 2022 года на 72-м Международном Берлинском кинофестивале, где картина была показана в секции Generation[73][74].
4. «All the names are occupied, but one is vacant». Gala Uzryutova. - Сборник стихотворений в переводе канадского поэта Стюарта Росса и автора. – Proper Tales Press, Canada, 2021.
5. 싸샤라는 이름의 나라[103] («Страна по имени Саша»). 갈라 유즈류토바 저자(글) · 강완구 번역. Гала Узрютова, перевод Кан Вангу — Сеул, Южная Корея: Издательство Sunest, 25 октября 2023[104].  ISBN 9791190631679
6. «Я с вами не разговариваю, или Страна Женя»: young adult (ил. и обл. Юлия Узрютова). — М. : Абрикобукс, 2025 [10] [105][106] — 216 с. — (Дайте слово!) ISBN 978-5-6053217-0-5. Топ-лист ярмарки Non/fiction 2025 по направлению «Особое детство» (от Совета по детской книге)[12].
7. «Выбор воды». Роман. — М. : Редакция Елены Шубиной (Издательство АСТ), 2024.  — 352 с. — Серия «Европейский роман».  ISBN 978-5-17-161798-1[4] .

## Пьесы
- «Утка смотрит» (шорт-лист драматургического конкурса театра Школа современной пьесы «Действующие лица-2015»[107], пьеса включена в сборник «Лучшие пьесы 2015»[108])
- «Тондо» (шорт-листы конкурсов драмы «Баденвайлер 2018»[109], «Первая читка  2018»[110], «Евразия 2017»[111])
- «Жужел» (вошла в список пьес, особо отмеченных отборщиками драматургического фестиваля «Любимовка 2015»[112], лонг-лист конкурса театра Школа современной пьесы «Действующие лица 2017»[113])
- «Ненавижу твою собаку» (дипломант «Волошинского конкурса 2016»[114], шорт-лист драматургического конкурса Коляда-театра «Евразия 2016»[115])
- «Один год людей» (шорт-лист Волошинского конкурса 2018[116])
- «Жирафы» («Олуши») (лонг-лист конкурса РАМТа «В поисках новой пьесы» в 2018 году[117], шорт-лист драматургического конкурса «Исходное событие 21 век-2018»[118])

Пьесы становились победителями, входили в шорт-листы в драматургических конкурсах «Баденвайлер», «Действующие лица», «Любимовка», «Исходное событие – 21 век», Волошинский конкурс,  «Первая читка», «Евразия» и др. Постановка в Коломенском народном театре, читки пьес проходили в Театре.doc, Центре им. Мейерхольда, театре Школа современной пьесы, театре Enfant Terrible, театре «Большая медведица», «Коляда-театре», в Центре белорусской драматургии, в театре «Апарте», в музее-театре Булгаковский дом, «Ульяновском театре драмы, театре «На Литейном», Российском академическом молодежном театре и др.

## Литературные премии, стипендии, номинации
- Лауреат Международной литературной премии имени И.А. Гончарова, 2025 (роман "Выбор воды"; номинация "Писатели творческих городов ЮНЕСКО")[121][13]
- Топ-лист ярмарки Non/fiction 2025 по направлению «Особое детство» (от Совета по детской книге)[12]
- Лонг-лист Национальной литературной премии "Большая книга", 2023 (рукопись романа "Которые" ("Выбор воды"))[5]
- Лауреат Всероссийского конкурса рассказов "Погода на завтра 2022", организованного Литературным Институтом им. Горького[122]
- Победитель (2 место) Всероссийского конкурса короткого рассказа, посвященного 130-летию  К.Г. Паустовского (2022) (в рамках Международного литературного Бунинского фестиваля 2022)[123]
- Победитель конкурса Музея современного искусства "Гараж", посвященного самоизоляции (2020)[89][90]
- Лауреат Российско-Итальянской литературной премии «Радуга» (Верона, Италия, 2019)[81][82]
- Лауреат конкурса Европейской сети театрального перевода Eurodram (2018)[124].
- Лауреат литературной премии Bookscriptor 2018 в номинации «Новая реальность» (интеллектуальная проза)[125].
- Финалист российско-итальянской литературной премии «Радуга» (2015, 2017, 2018)[14].
- Дипломант литературной премии имени Дмитрия Горчева (2017)[54].
- Лауреат международного драматургического конкурса Badenweiler 2016[64].
- Лауреат поэтической премии имени Н.Н. Благова (2016)[16].
- Лауреат специальной поэтической премии «Русского Гулливера-2014»[17][42].

## Международные писательские резиденции
- Международный Дом писателя и переводчика в Вентспилсе (Латвия, 2017)[18]
- Международная писательская резиденция "Writer in the park" в Любляне по программе "Любляна - город литературы ЮНЕСКО" (Словения, 2018)[1][24][46]
- Международная Виртуальная писательская резиденция в Нанкине по программе "Нанкин - город литературы ЮНЕСКО" (Китай, 2020)[21][91][92]
- Международная Виртуальная писательская резиденция в Мельбурне (Австралия, 2021)[126]
- Литературная резиденция во Владивостоке для прозаиков, организованная АСПИР и Редакцией Елены Шубиной (Владивосток, 2023)[19][94][127]
- Писательская резиденция в Доме творчества Переделкино (Переделкино, апрель 2024)[20]